# Самая плохая ведьма (телесериал, 2017)
«Са́мая плоха́я ве́дьма» (англ. The Worst Witch) — британо-германо-американский детский фэнтезийный телесериал, рассказывающий о группе учениц школы волшебства. В телесериале, основанном на одноимённой серии книг британской писательницы Джилл Мерфи, ведущую роль Милдред Хаббл исполнила Белла Рамси. Телесериал является пятой экранизацией этой книжной серии.
Сериал совместно спродюсирован CBBC Productions, ZDF и Netflix. В 2017 году он стал доступен онлайн на Netflix по всему миру, а также стартовал на телеканале CBBC в Великобритании и телеканале ZDF в Германии. Премьера телесериала состоялась 11 января 2017 года на CBBC в Великобритании.

## В ролях

### Ученицы
- Милдред Хаббл[англ.] — Белла Рамзи[8] (сезоны 1—3) и Лидия Пейдж (сезон 4)
- Мод Спеллбоди — Мейб Кэмпбелл (сезон 1)[8] и Меган Хьюз (сезоны 2—4)[9]
- Энид Найтшайд — Тамара Смарт[8]
- Этель Хэллоу — Дженни Ричардсон[8]
- Эсмеральда Хэллоу — Мириам Петч[8]
- Друзилла Пэддок — Таллула Миллиган[8][10][11]
- Фелисити Фоксглоу — Дагни Роллинс[8]
- Сибил Хэллоу — Трикси Хайд
- Кларисс Твигг — Китти Слэк
- Беатрис Панч — Инез Уильямс
- Мейбл Тапиока — Аннет Ханна
- Индиго Мун — Келси Калладин-Смит
- Иззи Джонс — Сирша Эддисон
- Фенелла Фиверфью — Билли Боулет
- Азура Мун — Лучиана Акпобаро
- Айви — Лола Огвинеми

### Учителя
- Клэр Хиггинс — мисс Ада Кэкл / Агата Кэкл[12]
- Ракель Кэссиди — мисс Геката Хардбрум[12]
- Венди Крэйг[англ.] — мисс Гвендолин Бэт[12][12]
- Кейси Эйнсуорт — мисс Галлет[12]
- Филип Мартин Браун[англ.] — мистер Алджернон Роуэн-Уэбб[12]
- Шона Шим[англ.] — мисс Димити Дрилл[12]
- Зита Саттар[англ.] — мисс Тапиока[12]
- Мина Анвар — мисс Мэриголд Моулд
- Карен Поллада — мисс Арабелла Хепнеттл
- Нитин Ганатра — Мистер Дейзи

### Другие
- Аманда Холден — мисс Пентангл[13]
- Никола Стефенсон[англ.] — мисс Джули Хаббл[12]
- Алан Рэглан — Спайк Джонс
- Николас Джонс[англ.] — Верховный Волшебник Экберт Хэлибор
- Джонатан Оджиннака — мистер Натаниэль Найтшайд
- Холли Куин-Анкра (сезоны 2—3) и Виктория Эканое (сезон 4) — миссис Нарцисс Найтшайд
- Эмма Хэнди — миссис Урсула Хэллоу
- Тим Валлерс — мистер Хэллоу
- Генри Миллер — мистер Гордон Спеллбоди
- Линси-Энн Моффат — миссис Мавис Спеллбоди
- Китти Мартин — мисс Дарксайд
- Рэйчел Белл — Милдред Хаббл в старости
- Макс Тру — Зак Хэфторн
- Элли Далей — Сапфира Хейлстоун
- Сара Говер — юная Ада Кэкл
- Клер Говер — юная Агата Кэкл
- Джиллиан Вог — миссис Альма Кэкл
- Мило Панни — Оливер Хэлибор
- Шола Адевузи — мисс Думстоун
- Мойя Брейди — Пра-пра-прабабушка Хэллоу
- Сильви Гатрилл — Пра-пра-пра-прабабушка Хэллоу
- Магс Гэннон — Пра-пра-пра-пра-прабабушка Хэллоу
- Элизабет Дормер-Филлипс — Гертруда Хэллоу
- Анита Добсон — Мирабель Хаббл
- Амелия Балдок — Джой Хардбрум
- Иви Миджли — юная Нарцисс Найтшайд
- Джилиан Калли — Зельда Тандлвинк/Грандлвинк
- Джастин Флетчер — Марвин Прингл
- Джеймс Пудефатт — Регистратор
- Рене Кастл — Взрослая Индиго Мун
- Леонардо Фонтес — Ксавье Грей
- Лола Саттар — Джессика Джунипер
- Венди Паттерсон — Старая Джессика
- Конор Макнамара — Комментатор гонки
- Сью Винсент — Мисс Сплинтер
- Маделин Эдмондсон — Кармилла Клоу